# Timring Sogn
Timring Sogn var et sogn i Herning Nordre Provsti (Viborg Stift).
I 1800-tallet dannede Timring Sogn fra Ulfborg Herred sognekommune sammen med Vildbjerg-Nøvling pastorat fra Hammerum Herred. Begge herreder hørte til  Ringkøbing Amt. Sognekommunen blev senere delt i to, men ved kommunalreformen i 1970 blev både Vildbjerg-Nøvling og Timring indlemmet i Trehøje Kommune, der ved strukturreformen i 2007 indgik i Herning Kommune. 
I Timring Sogn lå Timring Kirke. Den fik en filialkirke, da Tiphede Kirke blev indviet i 1901. Tiphede blev et kirkedistrikt i Timring Sogn. I 2010 blev Tiphede Kirkedistrikt udskilt som det selvstændige Tiphede Sogn.
I Timring og Tiphede sogne findes følgende autoriserede stednavne:
- Birkmose (bebyggelse)
- Bjerregårde (bebyggelse)
- Grimstrup (bebyggelse)
- Helmosedal (bebyggelse)
- Hjortsballe (bebyggelse)
- Hjortsballe Høje (areal)
- Hømose (bebyggelse)
- Mølsted Bæk (vandareal)
- Møltrup Hede (bebyggelse)
- Najbjerg (bebyggelse)
- Risgårde (bebyggelse)
- Skovsbjerg (bebyggelse)
- Smækbjerg (bebyggelse)
- Tarp (bebyggelse)
- Timring (bebyggelse)
- Timring Kirkeby (bebyggelse)
- Tiphede (bebyggelse)
- Trøstrup (bebyggelse, ejerlav)